# Acanthocercus margaritae
Acanthocercus margaritae — вид ящірок родини агамових (Agamidae). Описаний у 2021 році. Цей вид поширений в Анголі та Намібії.

## Назва
Вид названо на честь грецької герпетологині Маргарити Металіну (1985–2015), яка трагічно загинула 2 липня 2015 року — її затоптав слон в Замбії.

## Поширення
У Намібії він займає території на внутрішній рівнині північної частини Овамболенду на висоті близько 1100 м, що приблизно відповідає стоку річки Кувелай. В Анголі цей вид трапляється в значно різних місцях існування, від лісових ділянок міомбо до відкритих лісів мопане і антропогенно трансформованих ландшафтів, таких як ферми, або навіть у великих міських районах, таких як Лубанго.